# Фурик Фтодось
Фтодось Фурик (1797 — 27 грудня 1851 року, с. Жеребки Шляхецькі, Тернопільський округ, Королівство Галичини та Володимирії, Австрійська імперія) — селянин з Жеребків Шляхецьких, політичний та громадський діяч Галичини середини XIX століття, посол до Австрійського парламенту 1848 року.
Землероб із Жеребків, одружений з Юліаною Партикою.
Член Райхстагу від 15 грудня 1848 року до 7 березня 1849 року. Обраний від Скалатського округу. 7 березня 1849 року парламент був розпущений і парламентарі втратили повноваження.